# Liste der Naturdenkmale in Flammersfeld
Die Liste der Naturdenkmale in Flammersfeld nennt die im Gemeindegebiet von Flammersfeld ausgewiesenen Naturdenkmale (Stand 15. Februar 2024).

## Naturdenkmale
| Nr.         | Bezeichnung                                   | Lage                  | Beschreibung | Bild                                    |
| ----------- | --------------------------------------------- | --------------------- | ------------ | --------------------------------------- |
| ND-7132-393 | Alte Eiche auf dem Kirchplatz in Flammersfeld | Raiffeisenstraße Lage | Quercus sp.  | Direkt Bild zu diesem Denkmal hochladen |